# European Master's in Translation
El European Master's in Translation (o en español Master Europeo en Traducción) es un proyecto de colaboración entre la Dirección General de Traducción (Comisión Europea) y universidades de diferentes países europeos. El proyecto inicial fue lanzado en 2006 y se formó oficialmente una red en diciembre de 2009, tras un proceso de selección. En un principio constaba de 34 universidades de 16 países europeos. En 2011, se seleccionaron más de 20 programas para participar en el proyecto, con lo que el total de miembros es 54 en 20 países europeos.
El proyecto es único en su enfoque para la convergencia de la educación superior en Europa, en el amplio contexto del proceso de Bolonia. Este último objetivo todavía está lejos de ser cumplido, ya que aún existen grandes diferencias entre los sistemas nacionales de educación superior de los países europeos (véase, por ejemplo, el amplio informe 'Bolonia with student eyes' de ESIB)
Las universidades participantes ofrecen un máster (véase también el grado de Master en Europa), de acuerdo con un plan de estudios común acordado, que tiene en su centro una base común de competencias básicas en traducción, independientemente de las combinaciones de idiomas impartidas por cada universidad. El objetivo principal de la propuesta es la creación de un sello de calidad en la formación de traductores y "producir traductores competentes en todos los aspectos de la prestación de servicios de traducción, incluyendo marketing, relaciones con clientes, gestión del tiempo y presupuesto y facturación, así como la formación en nuevas tecnologías y en campos de especialidad" Esto responde a las crecientes necesidades institucionales para la traducción de la Unión Europea
Se está probando un enfoque similar en European Master's in Conference Interpreting